# TheGrefg
David Cánovas Martínez (Alhama de Murcia, 24 de abril de 1997), conocido artísticamente como TheGrefg o simplemente Grefg, es un youtuber y streamer español. Apareció en los Libro Guinness de los récords por el mayor número de espectadores simultáneos en una retransmisión de Twitch, con un pico de alrededor de 2 millones espectadores simultáneos durante la presentación en directo de su propia skin de Fortnite, el 11 de enero de 2021.

Actualmente forma parte del proyecto llamado Kings League, dirigido por Gerard Piqué, donde es presidente del equipo Saiyans FC. En 2025 se proclamó ganador del main event de boxeo en la quinta edición de La velada del año, el cual se enfrentó al streamer colombiano Westcol.

## Carrera
David Cánovas Martínez nació el 24 de abril de 1997, en Murcia, España, según varias entrevistas, comenzó a interesarse por el tema de los videojuegos desde que era un niño, comenzó su canal de YouTube el 30 de enero de 2012, cuando tenía catorce años jugando Call Of Duty Black Ops. Actualmente, su canal de YouTube cuenta con más de 19 millones de suscriptores.
En enero de 2020, Epic Games anunció que se añadiría a Fortnite una skin cosmética basada en TheGrefg junto a otras personalidades de la vida real relacionadas con el juego como Ninja y Loserfruit. En octubre de 2020, Forbes España incluyó a Cánovas como el sexto influencer más importante de España en el año, en abril de 2021 fue incluida de nuevo en una portada de la revista Forbes.

## Otros proyectos

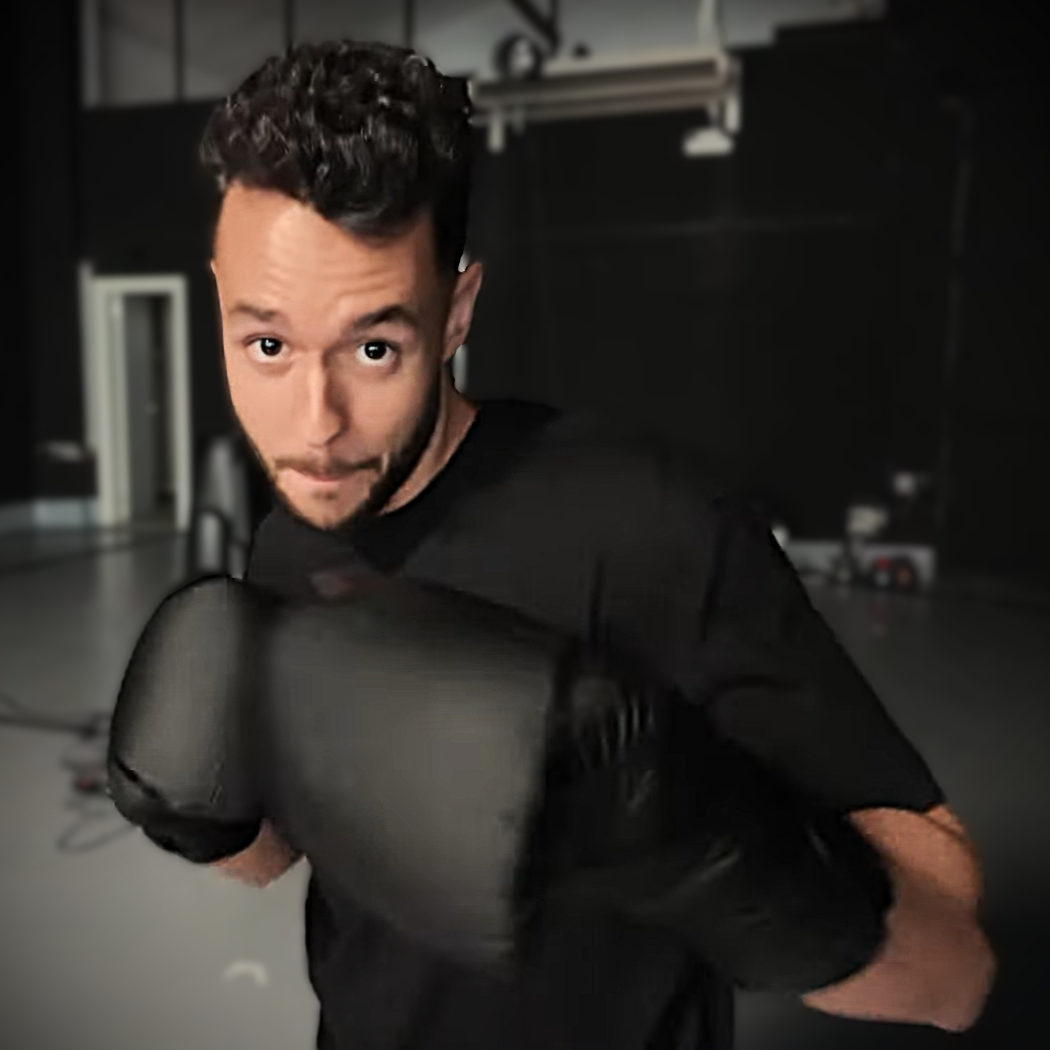
David Cánovas en la presentación de La Velada del Año V (2025).

David Cánovas Martínez ha escrito tres libros; el primero, titulado Rescate en black Angel (The G-Squad), fue lanzado en 2017, el segundo, titulado Los secretos de YouTube, fue lanzado en 2018, y el tercer libro, titulado Todo lo que necesitas saber sobre esports, realizado en colaboración con Goorgo y MethodzSick y lanzado el 4 de junio de 2019, cuenta los «secretos para triunfar en los e-Sports».
Hasta la fecha ha lanzado tres canciones. La primera, titulada «Gracias a ti», fue para celebrar sus 4 millones de suscriptores. De nuevo, para celebrar los 10 millones de suscriptores lanzó una canción en colaboración con Zarcort y Piter-G. Por último, para presentar su serie Minecraft, Calvaland lanzó una canción titulada igual. David fue uno de los presentadores junto a Willyrex y El Rubius del programa Top Gamers Academy, en enero de 2022, presentó la ceremonia de los Premios Esland, que reconocieron a varios creadores de contenido de habla hispana.
En abril de 2023 anunció que Alejandro Ibáñez Nauta, hijo de Chicho Ibáñez Serrador, le había elegido para presentar junto a Carla Pulpón una gala especial del mítico concurso de televisión Un, dos, tres... responda otra vez, la cual se emitiría en su propio canal de Twitch.
Vive en Andorra y es propietario de la empresa inmobiliaria Grefito.[cita requerida]

## Controversia
A finales de 2023 y principios de 2024, David causó polémica cuando intentó desahuciar a una anciana de su piso, pero finalmente la bailía de Andorra, al no tener leyes sobre arrendamientos y basándose en una ley del Código de Justiniano que establece que un contrato verbal de arrendamiento en una propiedad urbana es indefinido, le dio la razón a la anciana e hizo al streamer pagar los gastos generados por el juicio.
Hoy en día está todo solucionado, ya que el piso ya está en construcción.

## Premios y nominaciones
| Año  | Premio                          | Categoría                       | Resultado | Ref.   |
| ---- | ------------------------------- | ------------------------------- | --------- | ------ |
| 2018 | Nickelodeon Kids' Choice Awards | Influencer español favorito     | Nominado  | [ 26 ] |
| 2019 | The Game Awards                 | Creador de contenido del año    | Nominado  | [ 27 ] |
| 2021 | Premios Esports                 | Streamer del año                | Nominado  | [ 28 ] |
| 2021 | The Game Awards                 | Creador de contenido del año    | Nominado  | [ 29 ] |
| 2025 | La velada del año               | Combate de boxeo contra Westcol | Ganador   | [ 30 ] |